# Anthrax (Band)/Diskografie
Diese Diskografie ist eine Übersicht über die musikalischen Werke der US-amerikanischen Metal-Band Anthrax. Den Quellenangaben zufolge hat sie bisher mehr als zehn Millionen Tonträger verkauft, davon alleine in ihrer Heimat über 3,2 Millionen. Ihre erfolgreichste Veröffentlichung ist die EP I’m the Man mit über einer Million verkauften Einheiten.

## Alben

### Studioalben
| Jahr | Titel Musiklabel                              | Höchstplatzierung, Gesamtwochen, AuszeichnungChartplatzierungen (Jahr, Titel, Musiklabel, Platzierungen, Wochen, Auszeichnungen, Anmerkungen) | Höchstplatzierung, Gesamtwochen, AuszeichnungChartplatzierungen (Jahr, Titel, Musiklabel, Platzierungen, Wochen, Auszeichnungen, Anmerkungen) | Höchstplatzierung, Gesamtwochen, AuszeichnungChartplatzierungen (Jahr, Titel, Musiklabel, Platzierungen, Wochen, Auszeichnungen, Anmerkungen) | Höchstplatzierung, Gesamtwochen, AuszeichnungChartplatzierungen (Jahr, Titel, Musiklabel, Platzierungen, Wochen, Auszeichnungen, Anmerkungen) | Höchstplatzierung, Gesamtwochen, AuszeichnungChartplatzierungen (Jahr, Titel, Musiklabel, Platzierungen, Wochen, Auszeichnungen, Anmerkungen) | Anmerkungen                                                  |
| Jahr | Titel Musiklabel                              | DE | AT | CH | UK | US | Anmerkungen                                                  |
| ---- | --------------------------------------------- | --- | --- | --- | --- | --- | ------------------------------------------------------------ |
| 1984 | Fistful of Metal Megaforce Records            | — | — | — | — | — | Erstveröffentlichung: Januar 1984                            |
| 1985 | Spreading the Disease Megaforce Records       | — | — | — | — | US113 (18 Wo.)US | Erstveröffentlichung: 30. Oktober 1985                       |
| 1987 | Among the Living Megaforce Records            | DE46 (5 Wo.)DE | — | — | UK18 Silber · (5 Wo.)UK | US62 Gold · (36 Wo.)US | Erstveröffentlichung: 22. März 1987 Verkäufe: + 560.000      |
| 1988 | State of Euphoria Megaforce Records           | DE15 (8 Wo.)DE | — | CH20 (1 Wo.)CH | UK12 Silber · (4 Wo.)UK | US30 Gold · (36 Wo.)US | Erstveröffentlichung: 19. September 1988 Verkäufe: + 610.000 |
| 1990 | Persistence of Time Megaforce Records         | DE35 (9 Wo.)DE | — | — | UK13 (5 Wo.)UK | US24 Gold · (31 Wo.)US | Erstveröffentlichung: 21. August 1990 Verkäufe: + 500.000    |
| 1993 | Sound of White Noise Elektra Records          | DE35 (8 Wo.)DE | — | CH40 (1 Wo.)CH | UK14 (3 Wo.)UK | US7 Gold · (17 Wo.)US | Erstveröffentlichung: 25. Mai 1993 Verkäufe: + 550.000       |
| 1995 | Stomp 442 Elektra Records                     | — | — | — | UK77 (1 Wo.)UK | US47 (3 Wo.)US | Erstveröffentlichung: 24. Oktober 1995                       |
| 1998 | Volume 8: The Threat Is Real Ignition Records | DE43 (5 Wo.)DE | — | — | UK73 (1 Wo.)UK | US118 (2 Wo.)US | Erstveröffentlichung: 21. Juli 1998                          |
| 2003 | We’ve Come for You All Nuclear Blast          | DE22 (3 Wo.)DE | — | — | — | US122 (1 Wo.)US | Erstveröffentlichung: 6. Mai 2003                            |
| 2011 | Worship Music Nuclear Blast                   | DE13 (2 Wo.)DE | AT30 (2 Wo.)AT | CH28 (2 Wo.)CH | UK49 (1 Wo.)UK | US12 (6 Wo.)US | Erstveröffentlichung: 12. September 2011                     |
| 2016 | For All Kings Nuclear Blast                   | DE5 (4 Wo.)DE | AT14 (3 Wo.)AT | CH8 (3 Wo.)CH | UK21 (1 Wo.)UK | US9 (3 Wo.)US | Erstveröffentlichung: 26. Februar 2016                       |

### Livealben
| Jahr | Titel Musiklabel                                    | Höchstplatzierung, Gesamtwochen, AuszeichnungChartplatzierungen (Jahr, Titel, Musiklabel, Platzierungen, Wochen, Auszeichnungen, Anmerkungen) | Höchstplatzierung, Gesamtwochen, AuszeichnungChartplatzierungen (Jahr, Titel, Musiklabel, Platzierungen, Wochen, Auszeichnungen, Anmerkungen) | Höchstplatzierung, Gesamtwochen, AuszeichnungChartplatzierungen (Jahr, Titel, Musiklabel, Platzierungen, Wochen, Auszeichnungen, Anmerkungen) | Höchstplatzierung, Gesamtwochen, AuszeichnungChartplatzierungen (Jahr, Titel, Musiklabel, Platzierungen, Wochen, Auszeichnungen, Anmerkungen) | Höchstplatzierung, Gesamtwochen, AuszeichnungChartplatzierungen (Jahr, Titel, Musiklabel, Platzierungen, Wochen, Auszeichnungen, Anmerkungen) | Anmerkungen                                                                  |
| Jahr | Titel Musiklabel                                    | DE | AT | CH | UK | US | Anmerkungen                                                                  |
| ---- | --------------------------------------------------- | --- | --- | --- | --- | --- | ---------------------------------------------------------------------------- |
| 2004 | Music of Mass Destruction Nuclear Blast             | DE88 (1 Wo.)DE | — | — | — | — | Erstveröffentlichung: 20. April 2004                                         |
| 2010 | The Big Four Live from Sofia, Bulgaria Warner Bros. | DE59 (6 Wo.)DE | — | CH63 (1 Wo.)CH | — | — | Erstveröffentlichung: 29. Oktober 2010 Metallica, Slayer, Megadeth & Anthrax |
| 2010 | The Big Four Live from Sofia, Bulgaria              | DE4 Gold · (14 Wo.)DE | AT1 (9 Wo.)AT | CH3 (6 Wo.)CH | UK1 (17 Wo.)UK | US1 ×2Doppelplatin · (65 Wo.)US | Chartplatzierungen für das Videoalbum                                        |
| 2018 | Kings Among Scotland Nuclear Blast                  | DE51 (1 Wo.)DE | — | — | — | — | Erstveröffentlichung: 27. April 2018                                         |
| 2022 | XL Nuclear Blast                                    | DE62 (1 Wo.)DE | — | CH91 (1 Wo.)CH | — | — | Erstveröffentlichung: 22. Juli 2022                                          |

Weitere Livealben
- 1994: The Island Years
- 2005: Alive 2
- 2007: Caught in a Mosh: BBC Live in Concert
- 2014: Chile on Hell

### Kompilationen
| Jahr | Titel Musiklabel                        | Höchstplatzierung, Gesamtwochen, AuszeichnungChartplatzierungen (Jahr, Titel, Musiklabel, Platzierungen, Wochen, Auszeichnungen, Anmerkungen) | Höchstplatzierung, Gesamtwochen, AuszeichnungChartplatzierungen (Jahr, Titel, Musiklabel, Platzierungen, Wochen, Auszeichnungen, Anmerkungen) | Höchstplatzierung, Gesamtwochen, AuszeichnungChartplatzierungen (Jahr, Titel, Musiklabel, Platzierungen, Wochen, Auszeichnungen, Anmerkungen) | Höchstplatzierung, Gesamtwochen, AuszeichnungChartplatzierungen (Jahr, Titel, Musiklabel, Platzierungen, Wochen, Auszeichnungen, Anmerkungen) | Höchstplatzierung, Gesamtwochen, AuszeichnungChartplatzierungen (Jahr, Titel, Musiklabel, Platzierungen, Wochen, Auszeichnungen, Anmerkungen) | Anmerkungen                                             |
| Jahr | Titel Musiklabel                        | DE | AT | CH | UK | US | Anmerkungen                                             |
| ---- | --------------------------------------- | --- | --- | --- | --- | --- | ------------------------------------------------------- |
| 1991 | Attack of the Killer B’s Island Records | — | AT20 (2 Wo.)AT | — | UK13 (5 Wo.)UK | US27 Gold · (25 Wo.)US | Erstveröffentlichung: 25. Juni 1991 Verkäufe: + 550.000 |

Weitere Kompilationen
- 1998: Moshers… 1986–1991
- 1999: Return of the Killer A’s
- 2001: Madhouse: The Very Best of Anthrax
- 2002: Classic Anthrax: The Universal Masters Collection
- 2002: The Collection
- 2004: The Greater of Two Evils
- 2005: Anthrology: No Hit Wonders (1985–1991)

### EPs
| Jahr | Titel Musiklabel           | Höchstplatzierung, Gesamtwochen, AuszeichnungChartplatzierungen (Jahr, Titel, Musiklabel, Platzierungen, Wochen, Auszeichnungen, Anmerkungen) | Höchstplatzierung, Gesamtwochen, AuszeichnungChartplatzierungen (Jahr, Titel, Musiklabel, Platzierungen, Wochen, Auszeichnungen, Anmerkungen) | Höchstplatzierung, Gesamtwochen, AuszeichnungChartplatzierungen (Jahr, Titel, Musiklabel, Platzierungen, Wochen, Auszeichnungen, Anmerkungen) | Höchstplatzierung, Gesamtwochen, AuszeichnungChartplatzierungen (Jahr, Titel, Musiklabel, Platzierungen, Wochen, Auszeichnungen, Anmerkungen) | Höchstplatzierung, Gesamtwochen, AuszeichnungChartplatzierungen (Jahr, Titel, Musiklabel, Platzierungen, Wochen, Auszeichnungen, Anmerkungen) | Anmerkungen                                                |
| Jahr | Titel Musiklabel           | DE | AT | CH | UK | US | Anmerkungen                                                |
| ---- | -------------------------- | --- | --- | --- | --- | --- | ---------------------------------------------------------- |
| 1987 | I’m the Man Island Records | — | — | — | UK20 (6 Wo.)UK | US53 Platin · (40 Wo.)US | Erstveröffentlichung: 1. Januar 1987 Verkäufe: + 1.050.000 |
| 1999 | Inside Out                 | — | — | — | UK95 (1 Wo.)UK | — | Erstveröffentlichung: 19. Januar 1999                      |
| 2013 | Anthems Nuclear Blast      | — | — | — | — | US52 (2 Wo.)US | Erstveröffentlichung: 19. März 2013                        |

Weitere EPs
- 1985: Armed and Dangerous
- 1989: Penikufesin
- 2003: Summer 2003

## Singles
| Jahr | Titel Album                              | Höchstplatzierung, Gesamtwochen, AuszeichnungChartplatzierungen (Jahr, Titel, Album, Platzierungen, Wochen, Auszeichnungen, Anmerkungen) | Höchstplatzierung, Gesamtwochen, AuszeichnungChartplatzierungen (Jahr, Titel, Album, Platzierungen, Wochen, Auszeichnungen, Anmerkungen) | Höchstplatzierung, Gesamtwochen, AuszeichnungChartplatzierungen (Jahr, Titel, Album, Platzierungen, Wochen, Auszeichnungen, Anmerkungen) | Höchstplatzierung, Gesamtwochen, AuszeichnungChartplatzierungen (Jahr, Titel, Album, Platzierungen, Wochen, Auszeichnungen, Anmerkungen) | Höchstplatzierung, Gesamtwochen, AuszeichnungChartplatzierungen (Jahr, Titel, Album, Platzierungen, Wochen, Auszeichnungen, Anmerkungen) | Anmerkungen                                      |
| Jahr | Titel Album                              | DE | AT | CH | UK | US | Anmerkungen                                      |
| ---- | ---------------------------------------- | --- | --- | --- | --- | --- | ------------------------------------------------ |
| 1987 | I Am the Law Among the Living            | — | — | — | UK32 (5 Wo.)UK | — | Erstveröffentlichung: 1987                       |
| 1987 | Indians Among the Living                 | — | — | — | UK44 (4 Wo.)UK | — | Erstveröffentlichung: 1987                       |
| 1988 | Make Me Laugh State of Euphoria          | — | — | — | UK26 (3 Wo.)UK | — | Erstveröffentlichung: 1988                       |
| 1989 | Anti-Social State of Euphoria            | — | — | — | UK44 (3 Wo.)UK | — | Erstveröffentlichung: 6. März 1989               |
| 1990 | In My World Persistence of Time          | — | — | — | UK29 (2 Wo.)UK | — | Erstveröffentlichung: 1990                       |
| 1990 | Got the Time Persistence of Time         | — | — | — | UK16 (4 Wo.)UK | — | Erstveröffentlichung: 1990 Original: Joe Jackson |
| 1991 | Bring the Noise Attack of the Killer B’s | — | — | — | UK14 (5 Wo.)UK | — | feat. Chuck D                                    |
| 1993 | Only Sound of White Noise                | — | — | — | UK36 (3 Wo.)UK | — | Erstveröffentlichung: Juni 1993                  |
| 1993 | Black Lodge Sound of White Noise         | — | — | — | UK53 (2 Wo.)UK | — | Erstveröffentlichung: 1993                       |
| 1996 | Nothing Stomp 442                        | — | — | — | UK89 (1 Wo.)UK | — | Erstveröffentlichung: 1996                       |

Weitere Singles
- 1985: Madhouse (12″)
- 1993: Hy Pro Glo
- 1995: High Octane (Promo)
- 1996: Fueled
- 1998: Born Again Idiot
- 1998: Crush (Promo)
- 2003: Safe Home
- 2003: Taking the Music Back
- 2011: Fight ’Em ’til You Can’t
- 2015: Evil Twin
- 2016: Breathing Lightning

## Videoalben
- 1987: N.F.V.: Oidivnikufesin (US: Gold)
- 1991: Through Time P.O.V.
- 1991: Alive 2
- 1994: White Noise: The Videos
- 1999: Return of the Killer A’s: Video Collection
- 2004: Music of Mass Destruction
- 2005: Rock Legends
- 2005: Alive 2: The DVD
- 2005: Anthrology: No Hit Wonders (1985–1991) The Videos

## Statistik

### Chartauswertung
|                     | DE     | AT    | CH    | UK     | US     |
| ------------------- | ------ | ----- | ----- | ------ | ------ |
| Nummer-eins-Alben   | DE—DE  | AT1AT | CH—CH | UK1UK  | US1US  |
| Top-10-Alben        | DE2DE  | AT1AT | CH2CH | UK1UK  | US3US  |
| Alben in den Charts | DE13DE | AT4AT | CH7CH | UK12UK | US14US |

|                       | DE    | AT    | CH    | UK     | US    |
| --------------------- | ----- | ----- | ----- | ------ | ----- |
| Nummer-eins-Singles   | DE—DE | AT—AT | CH—CH | UK—UK  | US—US |
| Top-10-Singles        | DE—DE | AT—AT | CH—CH | UK—UK  | US—US |
| Singles in den Charts | DE—DE | AT—AT | CH—CH | UK10UK | US—US |

### Auszeichnungen für Musikverkäufe
| Goldene Schallplatte - Kanada - 1988: für das Album State of Euphoria - 1990: für die EP I’m the Man - 1991: für das Album Attack of the Killer B’s - 1994: für das Album Sound of White Noise - Portugal - 2011: für das Videoalbum The Big Four Live from Sofia, Bulgaria | Platin-Schallplatte - Brasilien - 2015: für das Videoalbum The Big Four Live from Sofia, Bulgaria 3× Platin-Schallplatte - Polen - 2010: für das Videoalbum The Big Four Live from Sofia, Bulgaria |

Anmerkung: Auszeichnungen in Ländern aus den Charttabellen bzw. Chartboxen sind in ebendiesen zu finden.
| Land/RegionAuszeichnungen für Musikverkäufe (Land/Region, Auszeichnungen, Verkäufe, Quellen) | Silber     | Gold       | Platin     | Verkäufe  | Quellen             |
| -------------------------------------------------------------------------------------------- | ---------- | ---------- | ---------- | --------- | ------------------- |
| Brasilien (PMB)                                                                              | —          | —          | Platin1    | 30.000    | pro-musicabr.org.br |
| Deutschland (BVMI)                                                                           | —          | Gold1      | —          | 25.000    | musikindustrie.de   |
| Kanada (MC)                                                                                  | —          | 4× Gold4   | —          | 200.000   | musiccanada.com     |
| Polen (ZPAV)                                                                                 | —          | —          | 3× Platin3 | 30.000    | olis.pl             |
| Portugal (AFP)                                                                               | —          | Gold1      | —          | 4.000     | Einzelnachweise     |
| Vereinigte Staaten (RIAA)                                                                    | —          | 6× Gold6   | 3× Platin3 | 3.250.000 | riaa.com            |
| Vereinigtes Königreich (BPI)                                                                 | 2× Silber2 | —          | —          | 120.000   | bpi.co.uk           |
| Insgesamt                                                                                    | 2× Silber2 | 12× Gold12 | 7× Platin7 |           |                     |